# Cyganeria (opera Ruggera Leoncavalla)
Cyganeria (La bohème) – czteroaktowa opera Ruggera Leoncavalla do własnego libretta, napisanego według powieści Sceny z życia cyganerii Henri Murgera. Prapremiera miała miejsce 6 maja roku 1897 w weneckim Teatro La Fenice.

## Osoby
- Schaunard, muzyk – baryton
- Marcello, malarz – tenor
- Rodolfo, poeta – baryton
- Colline, filozof – baryton
- Mimi – sopran
- Musetta – mezzosopran
- Gaudenzio – tenor
- Eufemia – mezzosopran
- Barbemuche, nauczyciel – bas
- Durand – tenor
- Wicehrabia – baryton
- Un Becero – tenor[1]
- Sąsiad – tenor[1]

## Fabuła
Miejsce i czas akcji: Paryż pomiędzy gwiazdkami roku 1837 i 1838.

### Akt I
Kawiarnia Momus. Młodzi artyści wraz ze swymi ukochanymi świętują Wigilię, mimo że właściciel kawiarni, Gaudenzio, chce ich przepędzić z powodu ich wiecznych długów. Z opresji chce ich uratować Barbemuche, nauczyciel, młodzieniec z dobrego i zamożnego domu, który gotów jest zrobić wszystko, by przyjęli go do swego grona. Oni jednak odrzucają jego propozycję, a Schaunard wygrywa od niego konieczną sumę w bilard.

### Akt II
Podwórze w miejscu zamieszkania Musetty. Jej dotychczasowy „protektor” postanowił się z nią rozstać, nie regulując jej dotychczasowych zobowiązań finansowych. Wskutek tego zostaje eksmitowana z mieszkania – właśnie w ten wieczór, w który spodziewa się gości. Nie pozostaje jej nic innego, jak przyjąć tłumnie przybyłych na podwórzu kamienicy. Głośna biesiada wywołuje protesty i powoduje awanturę członków Cyganerii z przebudzonymi sąsiadami, solidnymi mieszczanami.

### Akt III
Poddasze, na którym mieszkają Musetta i Marcello. Zniechęcona trudami życia u boku malarza dziewczyna postanawia go opuścić. W tym czasie zjawia się poszukująca Rodolfa Mimi, która wcześniej opuściła go dla wicehrabiego Paula. Musetta namawia ją, by wspólnie spróbowały odmienić swe życie – na próżno. Zniecierpliwieni mężczyźni wypraszają obie kobiety ze swego mieszkania.

### Akt IV
Poddasze, na którym mieszka Rodolfo. Do poety właśnie powróciła Mimi; jest śmiertelnie chora. Przyszła wraz z Musettą, która przeznacza swą biżuterię na zakup opału, mającego zapewnić Mimi spędzenie ostatnich chwil życia w pomieszczeniu ogrzanym. Gdy rozlegają się dzwony wzywające na pasterkę, Mimi umiera.